# Allium vineale
El ajo salvaje (Allium vineale) es una planta bulbosa perteneciente a la familia Amaryllidaceae.

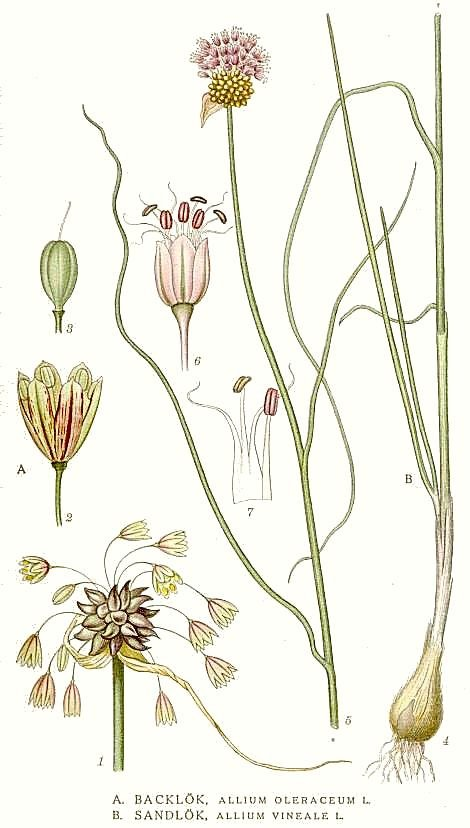
Ilustración

## Hábitat
Es una planta  perenne en el género Allium, nativa de Europa, el norte de África y Asia occidental. La especie se introdujo en Australia y América del Norte, donde se ha convertido en una especie invasora.

## Descripción
Todas las partes de la planta tienen un fuerte olor de ajo. El bulbo subterráneo es de uno a dos cm Ø, con una capa exterior fibrosa. El tallo principal crece a 30-120 cm de altura, con 2-4 hojas y una inflorescencia apical 2-5 cm Ø compuesto por una serie de pequeños bulbos pequeños y ninguno a unas pocas flores, subtendido por una bráctea basal. Las hojas son delgadas y tubulares huecos, 15-60 cm de largo y 2-4 mm de espesor, con textura de cera, con una ranura a lo largo de la cara de la hoja frente a la raíz. Las flores son 2-5 mm de largo, con seis pétalos, cuyo color varía de rosa a rojo o verde-blanco. Florece en el verano, de junio a agosto en el norte de Europa. Plantas sin flores, solamente bulbils, a veces se distingue como la variedad Allium vineale var. compactum, pero este personaje es, probablemente, no taxonómicamente significativos.

## Uso culinario
Esta especie  puede ser utilizada como un sustituto para el ajo. Se imparte sabor a ajo como sabor y olor de los productos lácteos y productos de carne de vacuno cuando es consumida por el ganado de pastoreo. A veces es considerado una maleza, productos como el grano puede convertirse en un viciado con olor de ajo o de aroma en la presencia de bulbillos aéreos en el momento de la cosecha. El ajo silvestre es resistente a los herbicidas, debido a la estructura de sus hojas, al ser vertical, lisa y cerosa. No se asisten herbicidas y se aferran a él y, por tanto, no son tan eficaces.

## Taxonomía
Allium vineale fue descrita por  Carlos Linneo y publicado en Species Plantarum 1: 299. 1753.
Etimología
Allium: nombre genérico muy antiguo. Las plantas de este género eran conocidos tanto por los romanos como por los griegos. Sin embargo, parece que el término tiene un origen celta y significa "quemar", en referencia al fuerte olor acre de la planta. Uno de los primeros en utilizar este nombre para fines botánicos fue el naturalista francés Joseph Pitton de Tournefort (1656-1708).
vineale: epíteto latino que significa "como la vid".
Sinonimia
NOTA: Los nombres que presentan enlaces son sinónimos en otras especies: 
- Allium arenarium
- Allium arvense
- Allium assimile
- Allium campestre
- Allium compactum
- Allium guttatum var. compactum
- Allium kochii
- Allium laxiflorum
- Allium littoreum'
- Allium margaritaceum var. bulbiferum
- Allium margaritaceum var. compactum
- Allium monspessulanum'
- Allium nitens
- Allium purshii
- Allium rilaense
- Allium sphaerocephalon var. compactum
- Allium sphaerocephalum
- Allium subvineale
- Allium vineale subsp. affine
- Allium vineale var. affine
- Allium vineale subsp. asperiflorum
- Allium vineale var. asperiflorum
- Allium vineale subsp. capsuliferum
- Allium vineale var. capsuliferum
- Allium vineale subsp. compactum
- Allium vineale var. compactum
- Allium vineale subsp. kochii
- Allium vineale var. kochii
- Allium vineale subsp. vineale
- Allium vineale var. biceps
- Allium vineale var. bulbiferum
- Allium vineale var. capsuliferum
- Allium vineale var. descendens
- Allium vineale var. laxiflorum
- Allium vineale var. monspessulanum
- Allium vineale var. multiflorum
- Allium vineale var. nitens
- Allium vineale var. pratense
- Allium vineale var. purshii
- Allium vineale var. sylvaticum
- Allium vineale var. typicum
- Allium vineale var. virens
- Getuonis vinealis
- Porrum capitatum
- Porrum vineale

## Nombre común
- Castellano: ajicuervo, ajo de cigüeña, ajo de oso, ajo silvestre, alho das vinhas, cebolleta silvestre, porros bravos, puerro de las viñas, puerro de la viña, puerro de viña, puerro silvestre.[8]